# Ogma

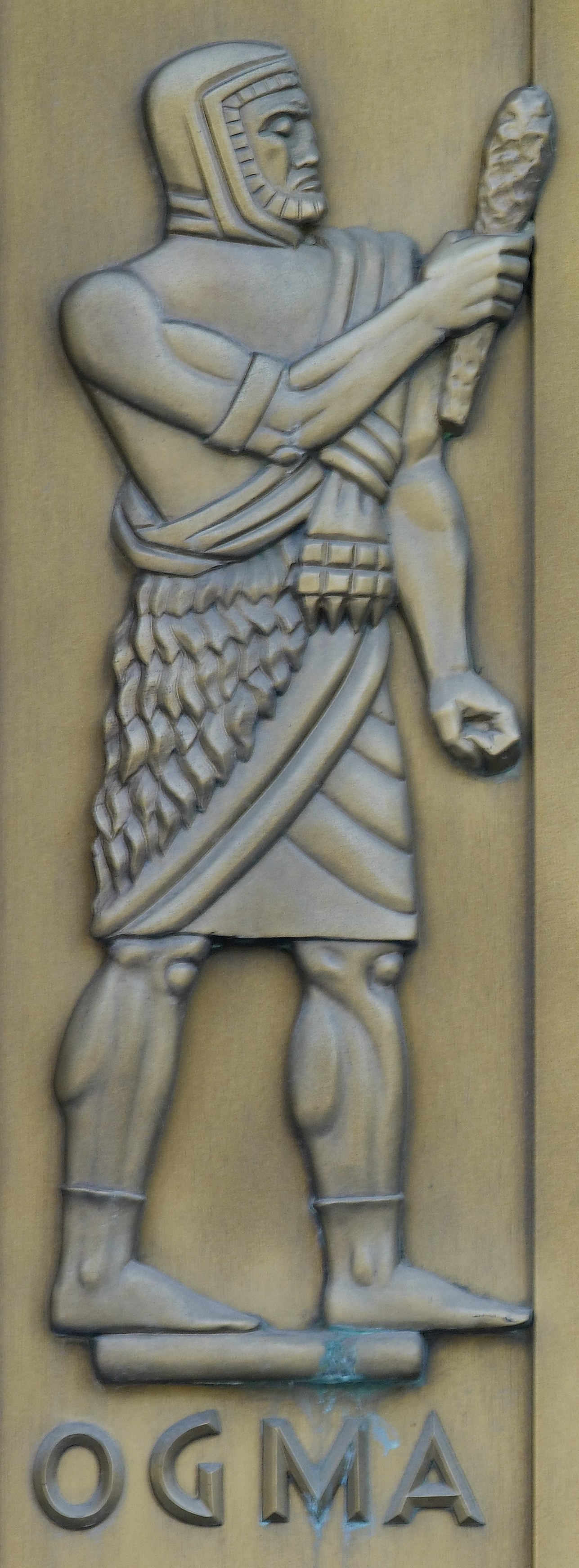
Lee Lawrie, bronzová skulptura Ogmy (1939). Knihovna Kongresu, John Adams Building, Washington, D.C.

Ogma či Oghma je postava z irské mytologie. Jako člen Tuatha Dé Danann je často považován za božstvo, snad spřízněné s galským Ogmiem.
Bojoval v první bitvě na Mag Tuired, při které Tuatha Dé Danann dobyli na Firbolzích. Pod vládou krále Brese byl Ogma donucen nosit palivové dříví, ale přesto byl jediným ze svého lidu, který předváděl před králem své atletické a bojové dovednosti. Poté, co se na trůn znovu dostal Nuadu stal se Ogma jeho šampiónem. Jeho pozice byla ohrožena příchodem Lugha ke dvoru, tak jej Ogma vyzval tím že zvedl velký kámen, k jehož přesunutí bylo normálně potřeba osmdesát volů a mrštil jím z Tary, Lugh odpověděl tím, že kámen hodil zpět. Když Nuadu pověřil Lugha velením v druhé bitvě na Mag Tuired stal se Ogma Lughovým šampiónem a slíbil, že odrazí fomorského krále Indecha a jeho osobní stráž a pobije třetinu nepřátel.
Ogma se často objevuje v triádě se svým bratrem Dagdou a nevlastním bratrem Lughem a někdy jsou společně nazýváni trí dée dána, tedy tři bohové řemesel, což je však označení které se používá i pro jiné trojice božstev. Jeho otcem je Elatha a za jeho matku je zpravidla označována Ethniu, někdy též Étaín, jeho syny jsou Delbaeth a Tuireann. Po Ogmovi je pojmenován písmo ogam, které podle mýtů vymyslel.
Podle odborníků na keltskou mytologii představuje Ogma pozůstatky dávného keltského božstva. Na základě jeho bojové zdatnosti a vynálezu písma ogam jej lze srovnat s Ogmiem, galským božstvem spojovaným s výmluvností a zaměňovaného s Héraklem. John A. MacCulloch porovnal Ogmův epiteton grianainech "sluneční tvář" s Lúkianovým popisem "usmívající se tváře" Ogmia a naznačuje, že Ogmova pozice jako šampióna Tuatha Dé Danann lze odvozovat od "primitivního zvyku burcování emocí válečníků výmluvnými prosloví před bitvou", ač podporu pro takovou hypotézu lze nalézt v písemném materiálu jen stěží. Jiní badatelé, jako Rudolf Thurneysen nebo Anton van Hamel považovali spojitost mezi těmito postavami za spornou.
Oghma, bůh vědění, bardů a inspirace ve Forgotten Realms, prostředí pro hru na hrdiny Dungeons & Dragons, je inspirován Ogmou. Oghma byl také irský literární časopis v letech 1989 až 1998.